# Acronicta leporella
Acronicta leporella là một loài bướm đêm trong họ Noctuidae.